# 1890 au Manitoba
Chronologie du Manitoba
- 1886
- 1887
- 1888
- 1889
- 1890
- 1891
- 1892
- 1893
- 1894

Cette page concerne des événements d'actualité qui se sont produits durant l'année 1890 dans la province canadienne du Manitoba.

## Politique
- Premier ministre : Thomas Greenway
- Chef de l'Opposition :
- Lieutenant-gouverneur : John Christian Schultz
- Législature :

## Naissances

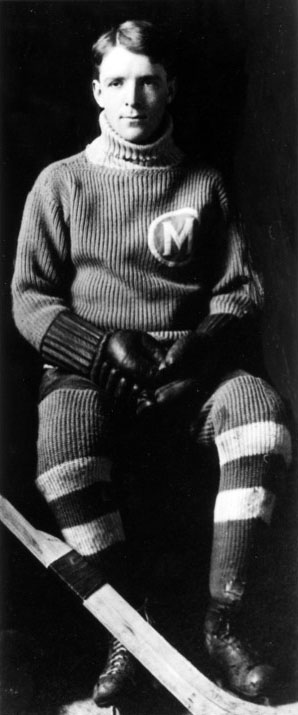
Steamer maxwell

- 19 mai : Fred « Steamer » Maxwell (né à Winnipeg - mort le 11 septembre 1975 à Winnipeg, dans la province du Manitoba, au Canada) est un joueur canadien de hockey sur glace qui évoluait en Amérique du Nord au début du XXe siècle.

- 29 août : Charles Gustav Thorson dit aussi Charlie Thorson (né à Winnipeg, décédé le 7 août 1966), né Karl Gustaf Stefanson, est un canadien dessinateur et caricaturiste, créateur de personnages, auteur de livres pour enfants et illustrateur de BD d'origine islandaise. Il est le « père » de Bugs Bunny et a contribué au design des personnages du dessin animé Blanche-Neige et les Sept Nains de Walt Disney. Cependant, en dix ans de carrière (1935-1945) dans les plus grands studios d'animation des États-Unis d'Amérique, il a créé des centaines d'autres personnages de dessin animé, dont Elmer Fudd, Hiawatha le petit indien, Sniffles le souriceau, « Inki and the Mynah », Elmer l'éléphant, « The Lady Known as Lou », « Twinkletoes »[1]. Il est aussi l'auteur du personnage de Punkinhead (l'ours des magasins Eaton) et l'écrivain de deux livres pour enfant : Keeko et Keeko and Chee-chee.